# Ревуненков, Григорий Васильевич
Григорий Васильевич Ревуненков (29 января 1899, дер. Молуки, Смоленская губерния — 8 августа 1974, Москва) — советский военный деятель, Генерал-лейтенант (11.05.1949).

## Биография
Григорий Васильевич Ревуненков родился 29 января 1899 года в деревне Молуки (ныне — Починковского района Смоленской области).

### Гражданская война
В июне 1919 года был призван в ряды РККА, после чего принимал участие в боевых действиях на Западном фронте на должностях командира взвода 4-го и 2-го запасных стрелковых полков и командир взвода 1-й отдельной Оршанской караульной роты фронта.

### Межвоенное время
После окончания 31-х Смоленских пехотных курсов комсостава в июне 1921 года был направлен в 5-ю стрелковую дивизию, где служил на должностях командира взвода и помощника командира роты 45-го стрелкового полка и помощника командира роты военно-политических курсов фронта при этой дивизии, с июля 1922 года на должностях командира взвода, помощника командира и командира роты 15-го стрелкового полка.
В 1924 году закончил повторные пехотные курсы при штабе Западного военного округа.
С августа 1929 года Ревуненков служил на должностях командира роты и батальона 85-го стрелкового полка (29-я стрелковая дивизия, Белорусский военный округ).
После окончания зенитно-пулемётных курсов при Школе зенитной артиллерии Украинского военного округа в июне 1931 года был назначен на должность командира батальона 190-го стрелкового полка (64-я стрелковая дивизия), в декабре того же года — на должность помощника начальника этапно-транспортной службы 11-го стрелкового корпуса, в феврале 1935 года — на должность помощника начальника 5-го отделения штаба, в апреле 1938 года — на должность помощника начальника штаба этого же корпуса, а в августе 1938 года — на должность начальника штаба 37-й стрелковой дивизии, после чего принимал участие в боевых действиях во время похода в Западную Белоруссию, а также в советско-финской войне.

### Великая Отечественная война
С началом войны находился на прежней должности. 37-я стрелковая дивизия принимала участие в ходе приграничного сражения на Западном фронте, а затем — в Смоленском сражении.
В августе 1941 года Ревуненков был назначен на должность заместителя начальника отдела оперативного управления штаба Брянского фронта, а в сентябре — на должность начальника штаба 269-й стрелковой дивизии, которая в октябре во время Орловско-Брянской операции в условиях окружения вела тяжёлые оборонительные боевые действия. Вскоре принимала участие в ходе Елецкой наступательной операции и освобождении города Ефремов. Продолжая наступление, дивизия к концу декабря вышла на правый берег реки Зуша восточнее Орла, где перешла к обороне.
В ноябре 1942 года был направлен на учёбу на ускоренный курс при Высшей военной академии имени К. Е. Ворошилова, после окончания которого с февраля 1943 года исполнял должность командира, а затем заместителя командира 25-го стрелкового корпуса. В августе того же года был назначен на должность командира 186-й стрелковой дивизии, принимавшей участие в боевых действиях во время Брянской наступательной операции и освобождении г. Дятьково. Вскоре дивизия участвовала в ходе Люблин-Брестской наступательной операции.
С ноября 1944 года Ревуненков находился на лечении в госпитале и после выздоровления в апреле 1945 года был назначен на должность командира 86-го стрелкового корпуса (36-я армия, Забайкальский фронт).
Во время советско-японской войны корпус принимал участие в ходе Хингано-Мукденской наступательпой операции. После форсирования реки Аргунь корпус вёл наступательные боевые действия до Хайлара, блокировал Хайларский укреплённый район, после чего преодолел горный массив Большой Хинган и принимал участие в освобождении городов Ялу и Чжаланьптунь.

### Послевоенная карьера
После окончания войны продолжил командовать корпусом в составе Забайкальского военного округа.
В марте 1947 года был направлен на учёбу в Высшую военную академию имени К. Е. Ворошилова, после окончания которой в июне 1948 года был назначен на должность командира 35-го гвардейского стрелкового корпуса (Прикарпатский военный округ), в марте 1951 года — на должность помощника командующего 3-й гвардейской механизированной армией (Группа советских войск в Германии), в сентябре 1952 года — на должность помощника командующего 3-й армией, в январе 1955 года — на должность помощника командующего — начальника отдела боевой подготовки этой же армии, а в июне того же года — на должность старшего военного советника командующего и начальника штаба Корейской народной армии.
Генерал-лейтенант Григорий Васильевич Ревуненков в июле 1957 года вышел в запас. Умер 8 августа 1974 года в Москве.

## Воинские звания
- капитан (3.02.1936);
- Майор (31.03.1937);
- Полковник (17.04.1938);
- генерал-майор (1.09.1943);
- генерал-лейтенант (11.05.1949).

## Награды
- Орден Ленина (21.02.1945);
- Пять орденов Красного Знамени (20.05.1940, 29.12.1941, 3.11.1944, 15.11.1950);
- Два ордена Суворова 2 степени (6.04.1945, 31.08.1945);
- Два ордена Кутузова 2 степени (16.05.1944, 23.07.1944);
- Орден Отечественной войны 1 степени (12.08.1943);
- Медали;
- Иностранная медаль.

## Память
\